# Putumayo (provincie)
 Putumayo  is een provincie (provincia) in de regio Loreto in Peru, vernoemd naar de rivier Putumayo. De provincie heeft een oppervlakte van 45.928 km² en telt 11.866 inwoners (2015). Ze is gecreëerd in 2014 door het gebied af te splitsen van de provincie Maynas. In deze provincie bevindt zich sinds 2012 het nationaal park Güeppi-Sekime, 2000 km² groot.

## Bestuurlijke indeling
De provincie Putumayo is verdeeld in vier districten, UBIGEO tussen haakjes:
- (160801) Putumayo, hoofdplaats van de provincie
- (160802) Rosa Panduro
- (160803) Teniente Manuel Clavero
- (160804) Yaguas

Alto Amazonas · Datem del Marañón · Loreto · Mariscal Ramón Castilla · Maynas · Putumayo · Requena · Ucayali